# Venus Capua

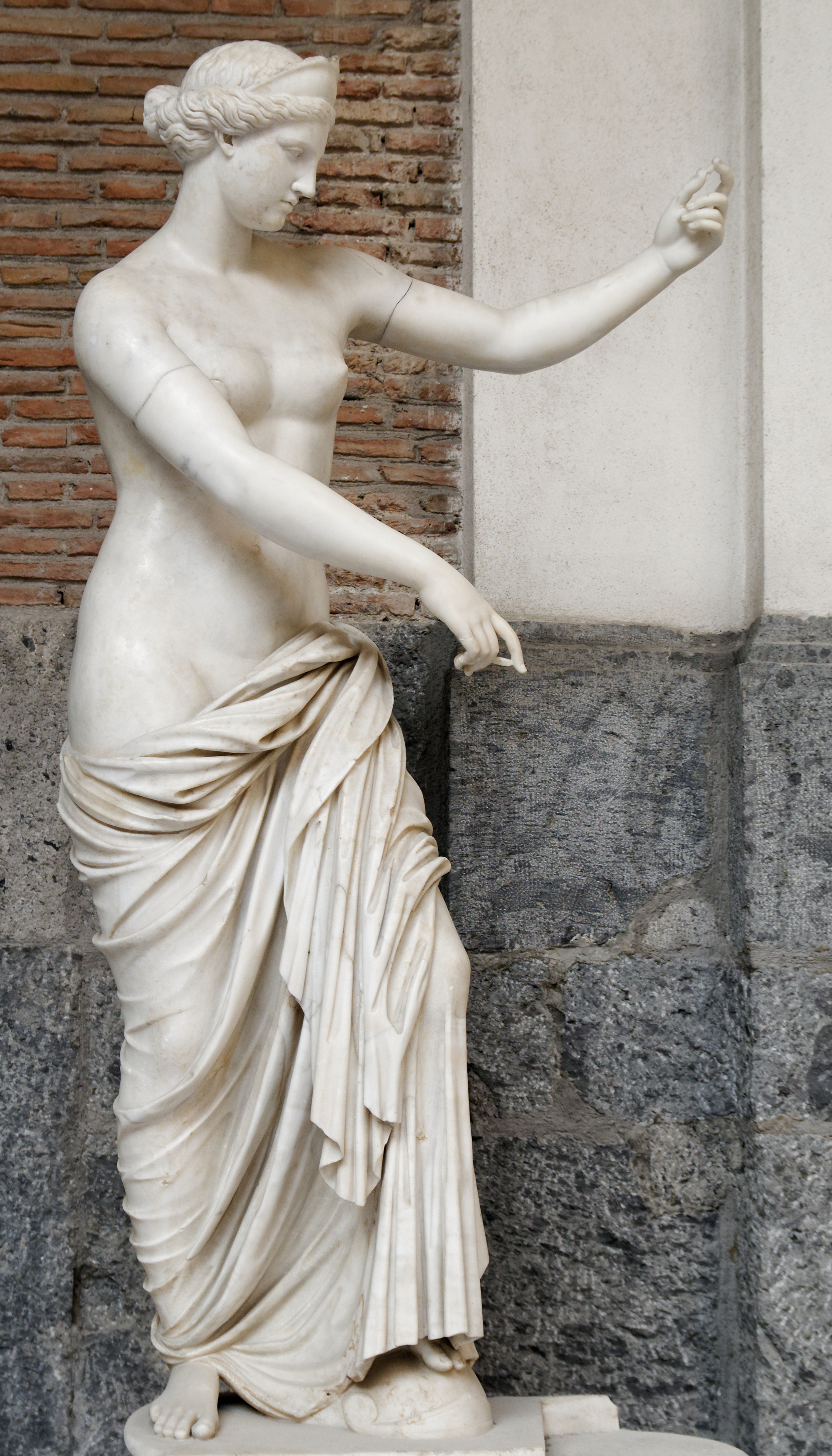
Venus Capua.

Venus Capua eller Afrodite Capua är en antik romersk skulptur, föreställande gudinnan Venus. Skulpturen tillhör Museo Archeologico Nazionale di Napoli. Den dateras till kejsar Hadrianus regeringstid (117–138 e.Kr.).
Venus Capua är en romersk kopia av ett grekiskt original från 300-talet f.Kr., tillskrivet Lysippos. Den återfanns år 1750 i den romerska amfiteatern i Capua, där den tillhört dekorationen. Gudinnan förmodas ha hållit krigsguden  Mars (Ares) sköld i händerna och speglat sig i den, som en symbolisk illustration av att kärlek segrar över krig. 